# السجل الوطني للأماكن التاريخية

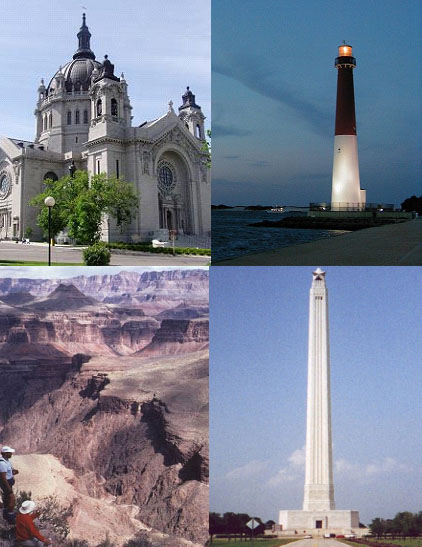
هذه الصور الأربعة تمثل بعض أنواع الأماكان التي يحتوي عليها السجل: مبنى، بناء، موقع، جسم

السجل الوطني للأماكن التاريخية (NRHP) هو سجل وطني رسمي أمريكي تابع للحكومة الفيدرالية للولايات المتحدة تدرج فيه كل الأماكن، وبينها مناطق ومحافظات ومباني ومواقع أثرية وغيرها من الأماكن، التي حسب معايير المشروع تستحق الحفاظ عليها لقيمتها التاريخية.
تأسس السجل في عام 1966 خلال قانون حفظ التاريخ الوطني 1966 وتديره الإدارة المتنزهات الوطنية التابعة لوزارة الداخلية منذ تأسيس السجل. حاليا يحتوي السجل على أكثر من 80,000 موقع.

## أنظر أيضا
مزرعة إيلكهورن